# Villy-le-Moutier
Villy-le-Moutier é uma comuna francesa na região administrativa da Borgonha-Franco-Condado, no departamento de Côte-d'Or. Estende-se por uma área de 21,22 km². Em 2010 a comuna tinha 346 habitantes (densidade: 16,3 hab./km²).